# Royal Brunei Airlines
Royal Brunei Airlines Sdn Bhd (малайск. Penerbangan DiRaja Brunei, Джави: ﻓﻧﺭﺑﺎڠن ﺩﻴﺮﺍﺝ ﺑﺮﻮﻧﻲ) или RBA — государственная национальная авиакомпания Брунея. Её головной офис находится в RBA Plaza в столице Бандар-Сери-Бегаван.
Основная база авиакомпании расположена в Международном аэропорту Брунея в Беракасе к северу от столицы.
На момент основания в 1974 году, компания имела всего два Boeing 737-200, совершавшие рейсы в Сингапур, Гонконг, Кота Кинабалу и Кучинг. На сегодняшний день в её составе находятся 10 самолётов, обслуживающих 20 направлений в Юго-восточной Азии, на Ближнем Востоке, Европе, Австралии и Океании.

## История

### До обретения независимости

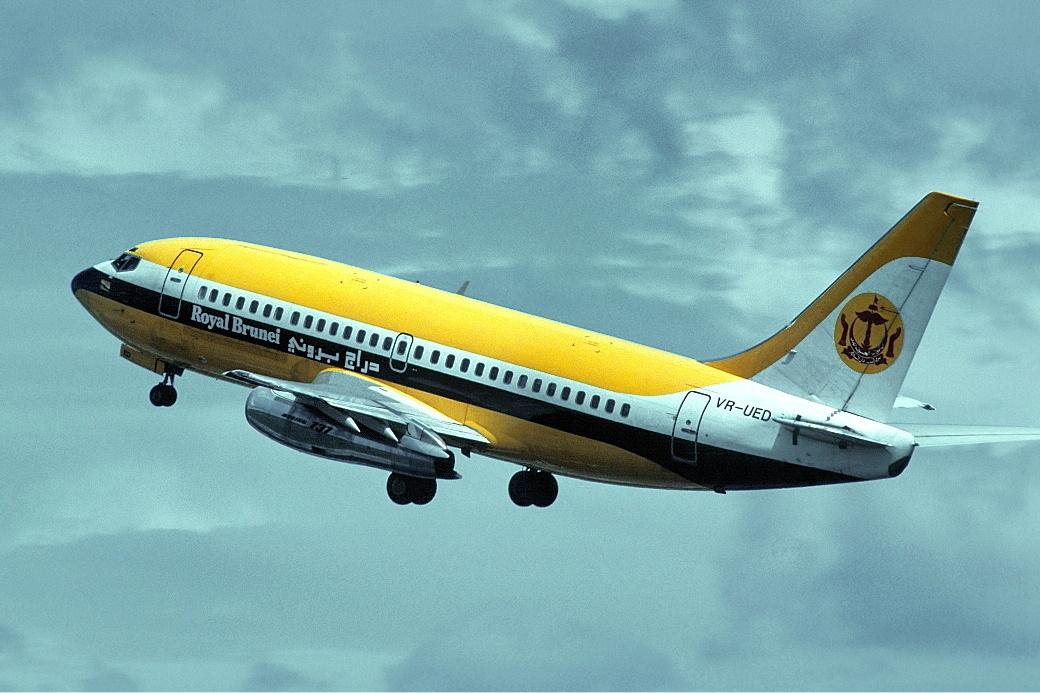
Boeing 737-200 (VR-UED) Royal Brunei, 1983 год

Royal Brunei Airlines была основана 18 ноября 1974 года с авиапарком, состоящим из двух Boeing 737-200. Первый рейс авиакомпании состоялся 14 мая 1975 года из только что построенного международного аэропорта Брунея в Сингапур. В тот же день начались рейсы в находившийся под контролем Великобритании Гонконг и малайзийские города Кота-Кинабалу и Кучинг.
В 1976 году в маршрутную сеть компании были добавлены рейсы в Манилу, а в 1977 году в Бангкок. Три года спустя Royal Brunei приобрела Boeing 737-200QC, что позволило начать рейсы в Куала-Лумпур в 1981, и в Дарвин в 1983.

### После обретения независимости (1984–1991)
1 января 1984 г. Бруней получил независимость от Великобритании, а уже через 2 дня компания начала рейсы в Джакарту, таким образом они связали все пять столиц стран-членов АСЕАН того времени - Бангкок, Джакарту, Куала-Лумпур, Манилу и Сингапур.
В середине 1980-х были куплены три Boeing 757-200, которые позволили авиакомпании расшириться маршрутную сеть до Тайбэя в 1986, и Дубая в 1988. Они также использовались на существующих маршрутах в Сингапур, Гонконг, Бангкок, Джакарту и Куала-Лумпур; после покупки 757, Boeing 737 были проданы. В 1990 году Royal Brunei запустил свой первый рейс в Европу, во Франкфурт-на-Майне с остановками в Бангкоке и Дубае. Тогда же, начались рейсы в аэропорт Лондон-Гатвик через Сингапур и Дубай, а в 1991 году конечный пункт назначения был изменены на аэропорт Хитроу, к тому времени также проводились рейсы в Перт и Джидду.

### Расширение авиакомпании (1992–1996)

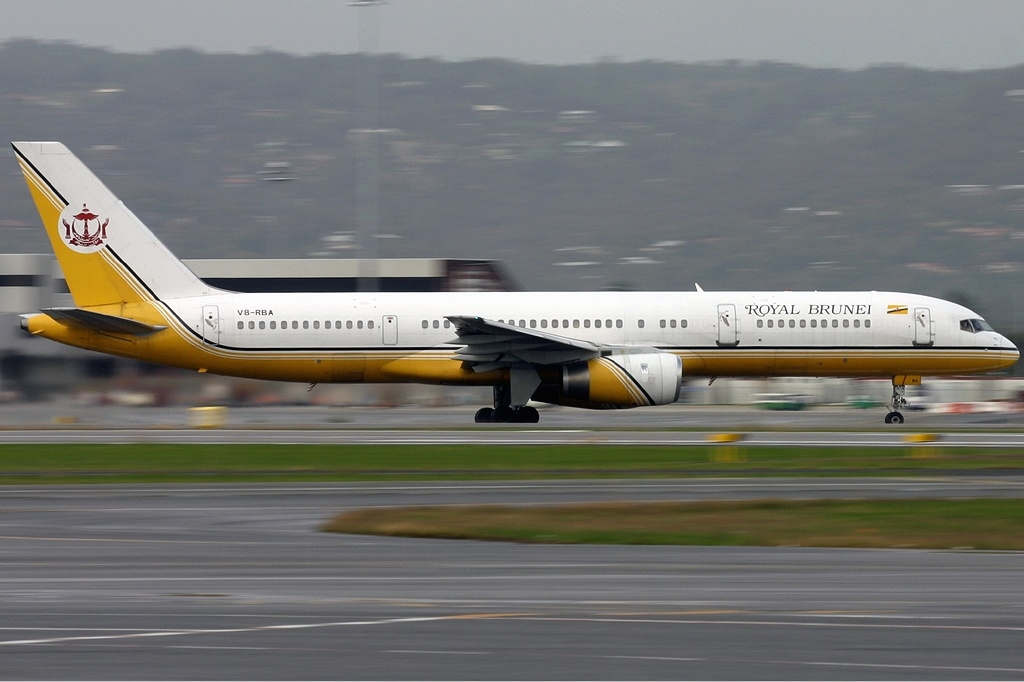
Boeing 757-200, покупка которых позволила Royal Brunei начать дальнемагистральные рейсы.

В связи с быстрым расширением авиакомпании были проданы 737-е, и их заменили Boeing 767. До этого рейсы в Европу и на Ближний Восток уже обслуживали Boeing 757-200 .
Во время доставки первого Boeing 767 был побит мировой рекорд, когда он пролетел 17 часов 22 минуты без остановок с завода Boeing в Сиэтле в международный аэропорт имени Джомо Кеньятты в Найроби по пути в Бруней.
Было доставлено ещё семь самолётов 767, в результате чего флот увеличился до восьми самолётов Boeing 767 и двух самолётов Boeing 757.
В марте 1993 года к маршрутной сети был добавлен Абу-Даби, через который вместо Дубая были перенаправлены рейсы во Франкфурт и Джидду. Через 2 месяца были открыты рейсы на Бали, который стал вторым индонезийским городом, в который летала авиакомпания. Полёты в третий европейский пункт назначения, Цюрих, начались в августе 1993 года через Куала-Лумпур и ещё один новый пункт назначения, Бахрейн. В октябре того же года авиакомпания открыла рейсы в Пекин, а в ноябре в Каир через Куала-Лумпур и Бахрейн соответственно. Тогда же авиакомпания Aloha Airlines выкупила последний Boeing 737, принадлежавший RBA.
Рост сети продолжился в 1994 году. Тогда были поставлены Fokker 50, использовавшиеся на рейсах в Мири и Лабуан в Восточной Малайзии. В июне того же года были открыты рейсы в Брисбен, а в декабре в Осаку. Стремление связать все основные нефтегазовые города Борнео привело к тому, что в декабре к маршрутной сети был добавлен Баликпапан.
В 1994 году начались рейсы в Калькутту через Сингапур. Тогда же были закуплены два Dornier 228, которые впоследствии были сданы в аренду малайзийскому региональному перевозчику Hornbill Skyways, что позволило соединить Бруней с Мулу. В середине 1995 года рейсы в Каир и Калькутту были приостановлены из-за малого количества пассажиров.
В 1996 году F-50 были заменены более крупными и удобными Fokker 100, что дало возможность начать рейсы в Бинтулу,. Рейсы в Цюрих были приостановлены в сентябре 1996 года, чтобы освободить мощности, необходимые для ежедневных рейсов в лондонский аэропорт Хитроу. Некоторые лондонские рейсы проходили через Янгон и Абу-Даби, а не через Сингапур и Дубай; однако остановка в Янгоне оказалась нерентабельной, и в следующем году полёты через него были прекращены.

### Консолидация (1997–2002)

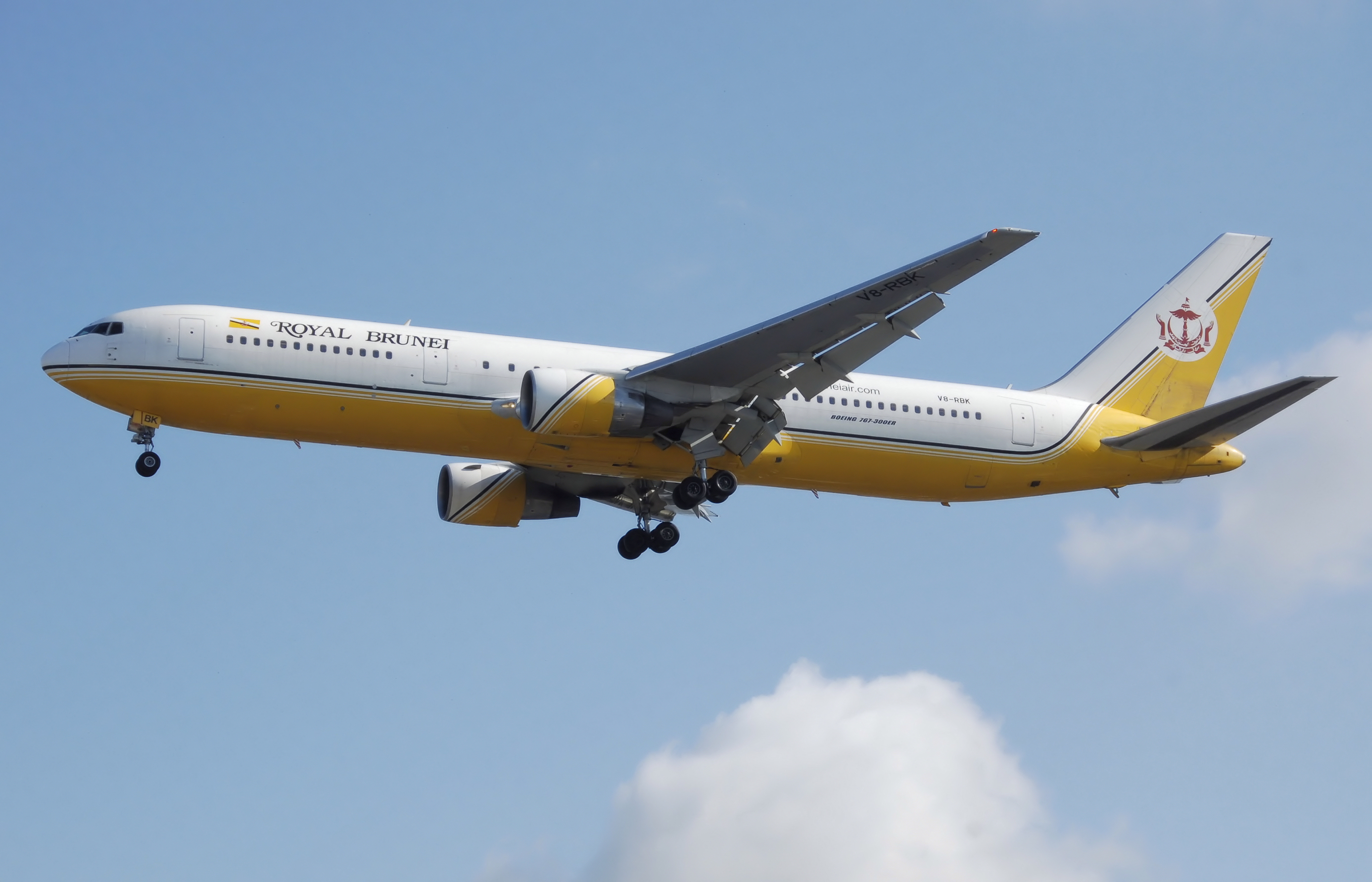
Посадка Boeing 767-300ER (V8-RBK) Royal Brunei Airlines. В середине 1990-х этот самолёт был сдан в лизинг Vietnam Airlines.

6 сентября 1997 года самолёт Dornier 228, принадлежащий Royal Brunei Airlines, но эксплуатируемый и обслуживаемый малайзийским региональным перевозчиком Hornbill Airways, с 10 людьми на борту, следовавший из Бандар-Сери-Бегавана в Мири, врезался в холм неподалёку от аэропорта Мири. Все 8 пассажиров и 2 члена экипажа, находившиеся на борту погибли. Вскоре после этого Dornier 228 были проданы, а короткие рейсы на короткие расстояния, соединяющие Бруней с Мири, Лабуаном, Мулу и Бинтулу, были прекращены.
В том же году были начаты рейсы в Сурабаю, она стала четвёртым направлением в Индонезии, которое обслуживала компания. В 1998 году были отменены убыточные рейсы в Пекин и Осаку, а F-100 были проданы авиакомпании Alpi Eagles Airline. В 2000 году к маршрутной сети были добавлены рейсы в Кувейт с пересадками в Сингапуре, Калькутте и Дубае. Через год они были приостановлены. В 2001 году были начаты рейс в аэропорт Шанхай-Пудун. В том же году Royal Brunei запустила услуги онлайн-бронирования.

### Реструктуризация  (2003–2005)
В сентябре 2002 года генеральным директором был назначен Питер Фостер. В 2003 году он начал серьёзную реструктуризацию. Планировалось, что за 10 лет с 2003 по 2013 год флот Royal Brunei вырастет с 9 до 24 самолётов. Парк из 6 самолётов Boeing 767 будет заменён на 16 новых узкофюзеляжных самолётов и 8 широкофюзеляжных самолётов; половина новых самолётов будет взята в лизинг, а остальные куплены. План также включал новые рейсы в Окленд, Хошимин, Сидней, Сеул и Токио, и увеличение частоты других рейсов.
Поставки новых самолётов Airbus A319 и A320 в 2002 и 2003 годах, соответственно, ознаменовали начало переоснащения. Два новых самолёта A319 с двигателями V2500 были доставлены 28 августа и 3 сентября. A320 были доставлены 21 декабря 2003 г. и 3 января 2005 г. Все Airbus были взяты в лизинг у CIT Aerospace сроком на 7 лет и использовались в основном на региональных маршрутах. С их появлением Boeing 757 были проданы другим компаниям.
31 октября 2003 г. самолёт RBA приземлился в аэропорту Окленда, что сделало его первым пунктом назначения в Новой Зеландии и первым новым пунктом назначения, добавленным в сеть в рамках реструктуризации. В мае стартовала программа лояльности Royal Skies для часто летающих пассажиров.
В конце 2003 года Royal Brunei заключила соглашение с Royal Tongan Airlines. В соответствии с соглашением Royal Tongan взяла в лизинг с обслуживанием один из двух оставшихся Boeing 757. Взамен Royal Brunei получила возможность открывать рынки США через Тонгу. Однако до того, как удалось спланировать маршруты в США, Royal Tongan обанкротилась с огромными долгами в середине 2004 года, после менее чем шести месяцев работы. Поскольку Royal Tongan не смогла оплатить арендную плату, Boeing 757 был конфискован и отправлен на хранение.
Начиная с марта 2004 года четыре самолёта Boeing 767 Royal Brunei были модифицированы за счёт введения кресел SkyDreamer в бизнес-классе для замены старых кресел Skyluxe первого и бизнес-классов. Бизнес-класс был переименован в Sky Executive Class, а в экономклассе на каждом сиденье был установлен 8,4-дюймовый телевизор. Впоследствии представительский класс Sky был переименован в бизнес-класс из-за плохих отзывов пассажиров.
В конце 2004 года из-за роста цен на топливо были приостановлены убыточные рейсы в Тайбэй, Кучинг и Калькутту, но в то же время к маршрутной сети был добавлен Сидней. С 17 декабря рейсы в Джидду начали выполняться через Шарджу, а не через Абу-ДабиАрхивировано 23 октября 2007 года.. В течение года авиакомпания запустила Blue Sky Fares, недорогую систему бронирования через Интернет, предлагающую более дешёвые тарифы экономкласса на отдельных направлениях, чтобы конкурировать с лоукостерами в регионе, такими как AirAsia. В августе 2005 года Питер Фостер ушёл с поста генерального директора и занял аналогичный пост в другой авиакомпании.

### Рост (2006–2010)

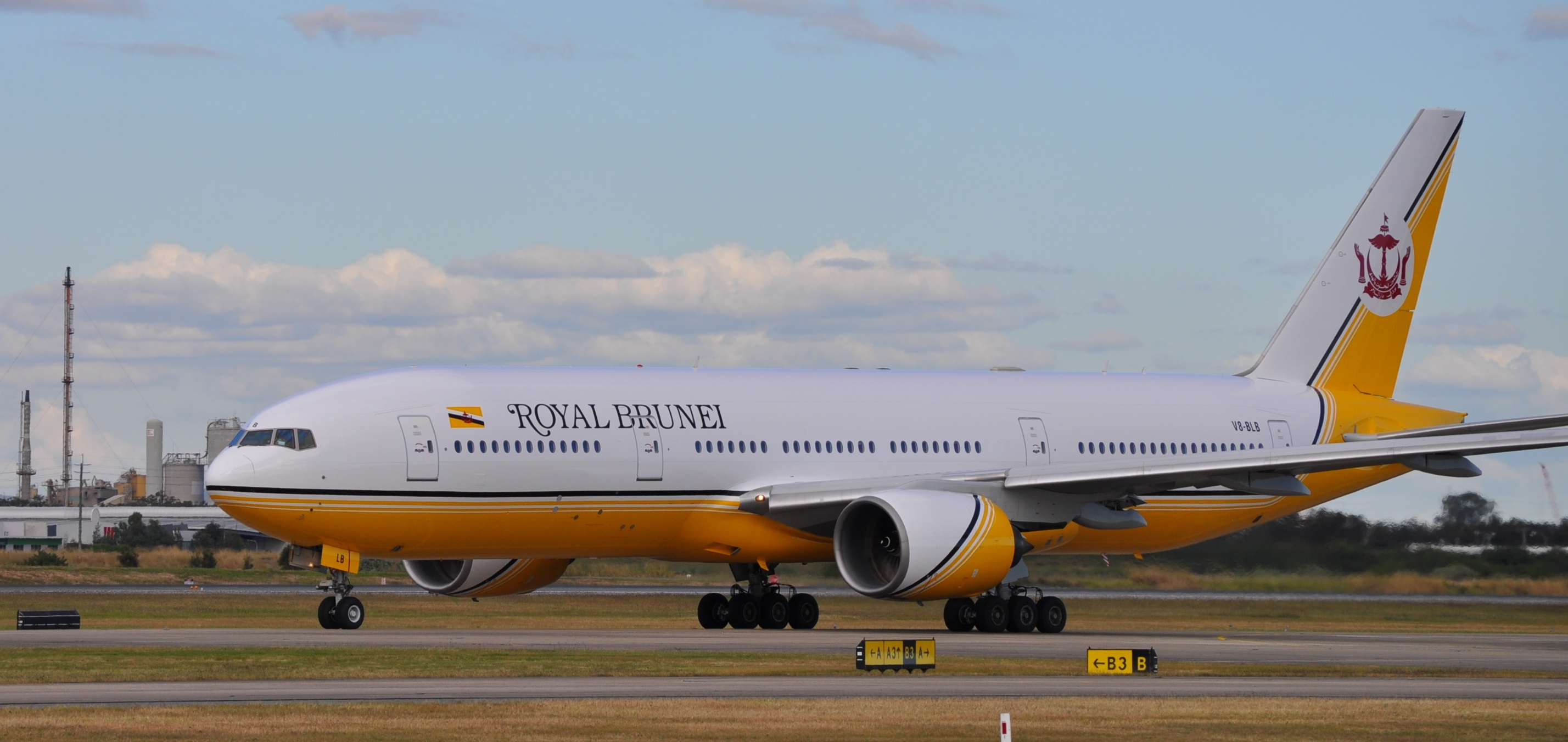
Boeing 777-200ER Royal Brunei выруливает на взлёт в аэропорту Брисбена

В мае 2006 года Royal Brunei добавила Хошимин в свою сеть маршрутов, рейсы туда проводились три раза в неделю.
23 ноября 2007 г. Бруней и Великобритания подписали договор об открытом небе, направленный на укрепление сотрудничества двух стран в авиационном секторе. Соглашение вступило в силу с момента подписания. Это произошло на основе последних данных о туризме: 3459 европейских туристов, прибывших на отдых с января по август 2007 г. Великобритания считается воротами для европейских туристов, приезжающих в Бруней. Royal Brunei Airlines выполняет ежедневные рейсы между Брунеем и Лондоном.
В начале сентября 2007 г. RBA приостановил полёты во Франкфурт-на-Майне в рамках реструктуризации. Спустя три года перерыва были 
повторно начаты рейсы в Кучинг. 26 января 2008 г. Royal Brunei Airlines приостановила полёты в Дарвин после 24 лет обслуживания этого маршрута. В начале 2008 года из маршрутной сети также была исключена Шарджа, поскольку рейсы в Джидду начали проводить без пересадок. В апреле того же года были отменены рейсы в Шанхай, а летом были отменены рейсы в Сидней и Бали.
2 июня 2008 г. Royal Brunei Airlines увеличила количество рейсов в Окленд, в результате чего они стали выполняться 3 раза в неделю. Это прямое сообщение было добавлено к увеличению частоты существующего маршрута через Брисбен с трёх до четырёх раз в неделю. В следующем году главным исполнительным директором был назначен Роберт Янг.
С 28 марта 2010 г. рейсы в Шанхай возобновились с частотой четыре раза в неделю. Рейсы в Окленд начали проводиться отдельно от рейсов в Брисбен, по 5 и 6 раз в неделю соответственно. С 17 июня 2010 года Royal Brunei Airlines представила бывшие самолёты Singapore Airlines Boeing 777-200ER которые должны заменить Boeing 767, возвращённые владельцам; первым рейсом Boeing 777 был рейс Бандар-Сери-Бегаван — Дубай — Лондон-Хитроу. 27 сентября был выведен из эксплуатации последний Boeing 767 авиакомпании. В течение года также было объявлено о планах по четыре раза в неделю выполнять рейсы Бруней-Мельбурн на Boeing 777-200ER, начиная с 29 марта 2011 года.
12 февраля 2011 года Brudirect.com сообщил, что Роберт Ян объявил о своём уходе с поста генерального директора Royal Brunei с 1 марта 2011 года.

### Стабилизационный план (2012—н.в.)

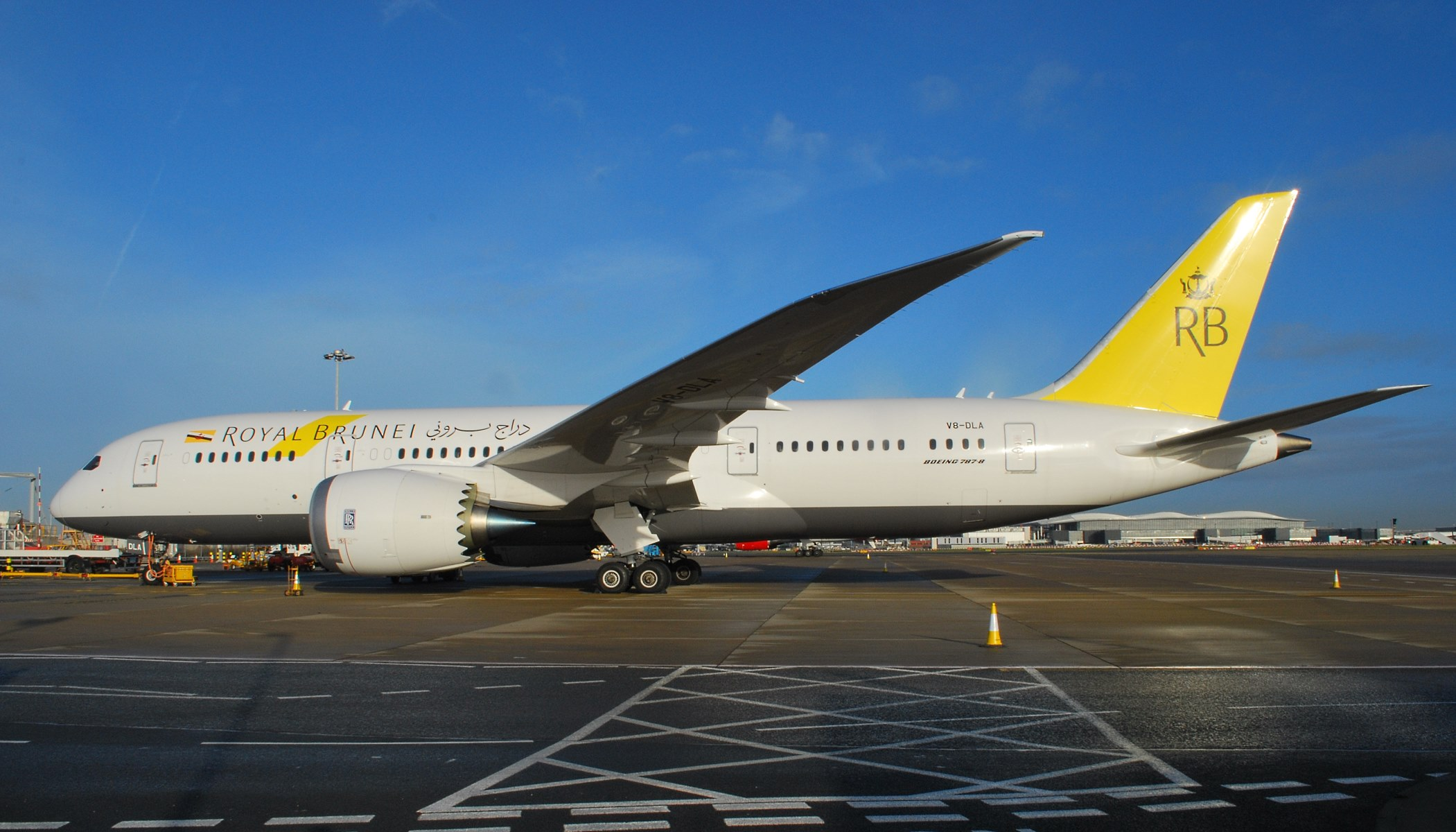
Boeing 787 авиакомпании Royal Brunei в лондонском аэропорту Хитроу, декабрь 2013.

21 июня 2012 года Royal Brunei Airlines объявила, что компания реализует план по улучшению своей деятельности, финансовых показателей, качества обслуживания клиентов и наземных операций для всех аэропортов. В рамках плана рейсы в Окленд, Брисбен, Перт и Хошимин были приостановлены после последних регулярных рейсов в октябре 2012 года. Полёты в Кучинг были приостановлены после последнего регулярного рейса в июле 2012 года. Авиакомпания арендовала два дополнительных самолёта Airbus A320 в 2013 году вместе с пятью Boeing 787 для укрепления и оживления своей региональной сети и международных маршрутов соответственно. Первый из пяти самолётов Boeing 787 с регистрационным номером V8-DLA был доставлен 4 октября 2013 года. Все самолёты Boeing 787 были оснащены двигателями Rolls Royce Trent 1000. Первым рейсом Boeing 787 стал рейс Бандар-Сери-Бегаван — Сингапур 18 октября 2013 года. 2 декабря 2013 года начались рейсы Boeing 787 по маршруту Бандар-Сери-Бегаван — Дубай — Лондон-Хитроу.
6 ноября 2013 г. Royal Brunei Airlines объявила о планах предложить «100% обслуживание Dreamliner» на всех своих дальнемагистральных маршрутах. В то время авиакомпания рассматривала Южную Индию для своего следующего расширения. RB, которая по состоянию на ноябрь 2013 года эксплуатировала четыре Airbus A320 и два Airbus A319, также планировала расширить свой парк ближнемагистральных самолётов до «двузначного числа». Авиакомпания рассмотрела планы по покупке самолётов Boeing 737 или Airbus A320 нового поколения. Эти ближнемагистральные самолёты также могут использоваться на рейсах в Австралию в рамках будущего плана расширения. С июля 2014 г. RB возобновил полёты на Бали четыре раза в неделю. С 17 октября 2014 г. RB возобновила полёты в Хошимин четыре раза в неделю, поскольку планировала использовать этот пункт назначения для связи с ключевыми региональными и международными рынками.
Авиакомпания взяла в лизинг два Airbus A320, которые были доставлены в сентябре и ноябре 2015 года, чтобы заменить два самолёта Airbus A319. Это свидетельствовало о начале программы модернизации парка узкофюзеляжных самолётов: с конца 2017 года будет поставлено до 10 самолётов Airbus A320.
Генеральным директором с 2011 по март 2016 года был Дермот Мэннион. В марте 2016 года Дермот Мэннион закончил свой 5-летний срок, и его заменил Карам Чанд. 6 января 2021 года главным исполнительным директором Royal Brunei Airlines был назначен капитан Хаджи Халидхан Хаджи Асмахан.

## Направления

### Кодшеринговые партнёры
Авиакомпания имеет код-шеринговые соглашения со следующими авиакомпаниями:
- Air India[68]
- China Airlines[69][70]
- China Eastern Airlines[71]
- Garuda Indonesia
- Hong Kong Airlines[72][73]
- Japan Airlines[74]
- KLM Royal Dutch Airlines
- Korean Air[75][76]
- Malaysia Airlines
- Myanmar Airways International[77]
- Philippine Airlines[78][79]
- Thai Airways
- Turkish Airlines[80][81]

## Флот

### Нынешний состав

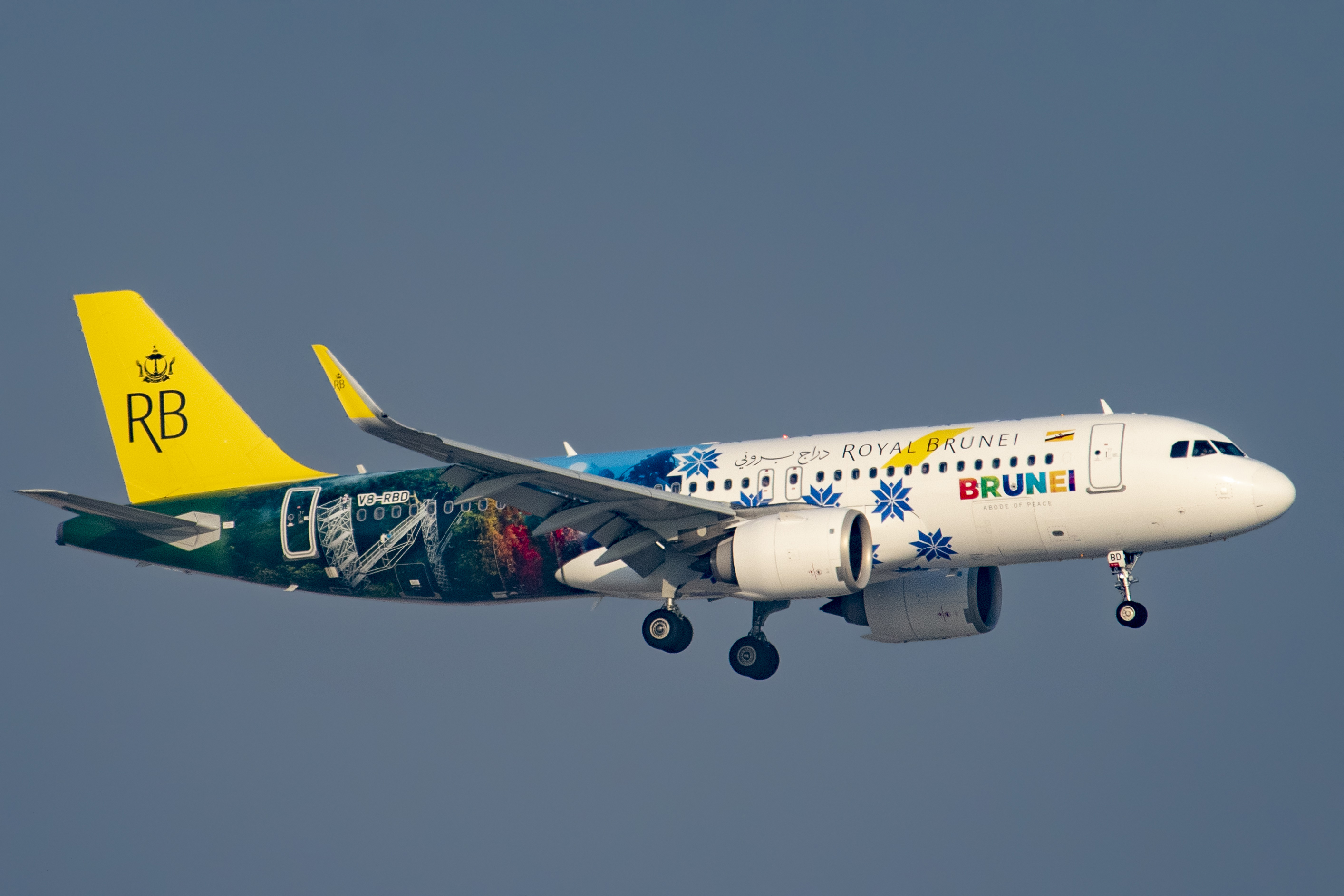
Airbus A320neo в туристической ливрее.

По состоянию на март 2021 года, Royal Brunei Airlines использовала следующие самолёты:
| Модель          | В наличии | Заказано | Количество мест | Количество мест | Количество мест | Количество мест | Примечания                                   |
| Модель          | В наличии | Заказано | П               | Э+              | Э               | Всего           | Примечания                                   |
| --------------- | --------- | -------- | --------------- | --------------- | --------------- | --------------- | -------------------------------------------- |
| Airbus A320-200 | 2         | —        | 12              | 18              | 120             | 150             |                                              |
| Airbus A320neo  | 7         | —        | 12              | 18              | 120             | 150             | 1 используется в качестве грузового самолёта |
| Boeing 787-8    | 5         | —        | 18              | 52              | 184             | 254             |                                              |
| Всего           | 14        | —        |                 |                 |                 |                 |                                              |

### Самолёты, ранее использовавшиеся компанией
Royal Brunei Airlines formerly operated the following aircraft:
| Модель           | Количество | Начало использования | Конец использования | Примечания                                                        |
| ---------------- | ---------- | -------------------- | ------------------- | ----------------------------------------------------------------- |
| Airbus A319-100  | 2          | 2003                 | 2016                |                                                                   |
| Airbus A330-200  | 1          | 2019                 | 2019                | В лизинге у Wamos Air.                                            |
| Airbus A330-900  | 1          | 2019                 | 2020                | В лизинге у Hi Fly.                                               |
| Airbus A340-300  | 1          | 2018                 | 2018                | В лизинге у Hi Fly                                                |
| Boeing 727-200   | 1          | 1989                 | 1995                |                                                                   |
| Boeing 737-200   | 8          | 1975                 | 1990                |                                                                   |
| Boeing 737-200QC | 3          | 1980                 | 1990                |                                                                   |
| Boeing 757-200   | 8          | 1987                 | 2004                |                                                                   |
| Boeing 767-200   | 1          | 1987                 | 1987                |                                                                   |
| Boeing 767-200ER | 2          | 1990                 | 1992                | Самолёт с б/н V8-MHB использовался как личный борт Султана Брунея |
| Boeing 767-300ER | 14         | 1991                 | 2011                |                                                                   |
| Boeing 777-200ER | 6          | 2010                 | 2014                | В лизинге у Singapore Airlines                                    |
| Fokker 50        | 2          | 1994                 | 1996                |                                                                   |
| Fokker 100       | 2          | 1996                 | 1998                |                                                                   |

## Обслуживание

### Зал ожидания
SkyLounge — это зал ожидания Royal Brunei Airlines в международном аэропорту Брунея, который был открыт в январе 2004 года, и занимает весь верхний этаж в зале вылета. Зал предназначен исключительно для пассажиров Royal Brunei, и участников программ Royal Skies Gold и Silver. Зал ожидания также может использоваться сотрудниками других авиакомпаний, имеющих соглашение с Royal Brunei Airlines на использование зала ожидания, например Singapore Airlines.

### Обслуживание на борту
Royal Brunei не подаёт алкогольные напитки на борту своих рейсов. Однако пассажирам-немусульманам разрешается брать с собой алкоголь на борт. Это отражает политику правительства Брунея в отношении продажи и ввоза алкоголя в стране. Все блюда, подаваемые на борту являются халяльными.

### Сидения
Сиденья бизнес-класса Boeing 787-8 можно превратить в полностью плоскую кровать. Каждое место также оборудовано 15,4-дюймовым телевизором с двойными функциями и розеткой. Сиденья экономкласса можно откинуть на 15 сантиметров от вертикального положения. На каждом сиденье экономкласса также есть 9-дюймовый телевизор и розетка.

### Программа лояльности
Royal Skies — программа лояльности Royal Brunei Airlines, состоящая из трёх уровней. Программа, была запущена в мае 2003 г. Участники могут зарабатывать мили за каждый рейс, соответствующий требованиям Royal Brunei Airlines, или за использование продуктов и/или услуг партнёров Royal Skies.
У синей карты нет срока действия, однако у серебряных и золотых карт есть срок действия, который показывает окончание периода льгот. Участники со статусом Silver и Gold должны пройти повторную квалификацию на элитный уровень, чтобы продолжать получать преимущества элитного статуса. По истечении срока действия привилегий элитного статуса участник будет использовать свою синюю карту, чтобы снова начать зарабатывать мили, соответствующие уровню. Срок действия миль истекает через 3 года.
Мили, накопленные участниками Royal Skies, можно использовать для бесплатных полётов или повышения класса обслуживания. Бесплатное повышение класса обслуживания можно использовать с 5000 миль, а бесплатные полёты с 15000 миль.

## Комментарии
1. ↑  Рейсы в Брисбен выполнялись с 1994 до 2011, и были восстановлены в июле 2019.[33][34]
2. ↑  Рейсы не проводились с 2008 по 2010 годы.[40]
3. ↑  Аэропорт был закрыт для большинства рейсов в 2006 году, рейсы были переведены в аэропорт Суварнабхуми[61][62].